# Montemor-o-Velho (freguesia)
A Freguesia de Montemor-o-Velho foi uma freguesia portuguesa do Município de Montemor-o-Velho, a qual tinha 25,41 km² de área e 3 154 habitantes (2011), tendo, por isso, uma densidade populacional de 124,1 hab/km².
Foi extinta (agregada) pela reorganização administrativa de 2013, tendo o seu território sido agregado ao da Freguesia de Gatões para criar a Freguesia de Montemor-o-Velho e Gatões.

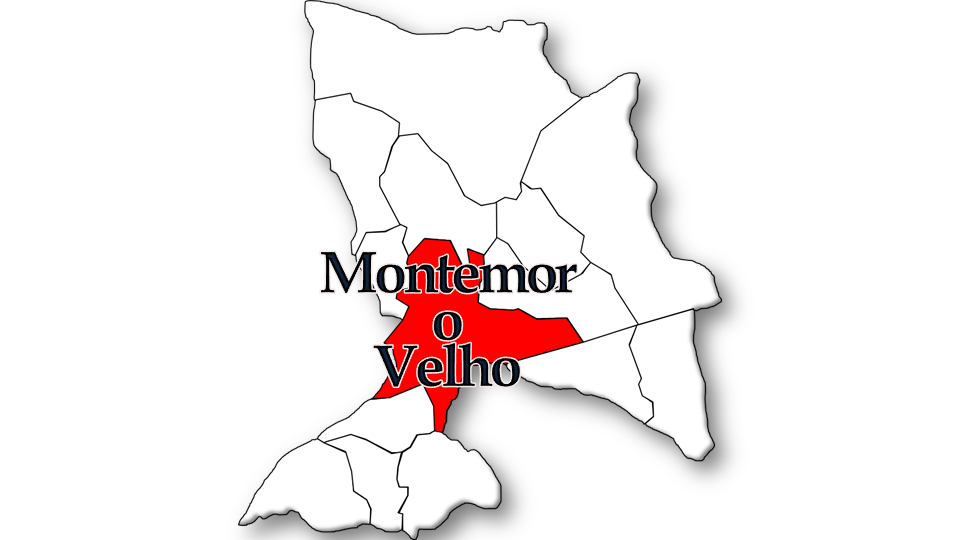
Localização no Município de Montemor-o-Velho

## População
| População da freguesia de Montemor-o-Velho | População da freguesia de Montemor-o-Velho | População da freguesia de Montemor-o-Velho | População da freguesia de Montemor-o-Velho | População da freguesia de Montemor-o-Velho | População da freguesia de Montemor-o-Velho | População da freguesia de Montemor-o-Velho | População da freguesia de Montemor-o-Velho | População da freguesia de Montemor-o-Velho | População da freguesia de Montemor-o-Velho | População da freguesia de Montemor-o-Velho | População da freguesia de Montemor-o-Velho | População da freguesia de Montemor-o-Velho | População da freguesia de Montemor-o-Velho | População da freguesia de Montemor-o-Velho |
| ------------------------------------------ | ------------------------------------------ | ------------------------------------------ | ------------------------------------------ | ------------------------------------------ | ------------------------------------------ | ------------------------------------------ | ------------------------------------------ | ------------------------------------------ | ------------------------------------------ | ------------------------------------------ | ------------------------------------------ | ------------------------------------------ | ------------------------------------------ | ------------------------------------------ |
| 1864                                       | 1878                                       | 1890                                       | 1900                                       | 1911                                       | 1920                                       | 1930                                       | 1940                                       | 1950                                       | 1960                                       | 1970                                       | 1981                                       | 1991                                       | 2001                                       | 2011                                       |
| 2 261                                      | 2 409                                      | 2 251                                      | 2 219                                      | 2 673                                      | 2 491                                      | 2 663                                      | 2 982                                      | 2 991                                      | 3 091                                      | 2 792                                      | 2 622                                      | 2 396                                      | 2 853                                      | 3 154                                      |

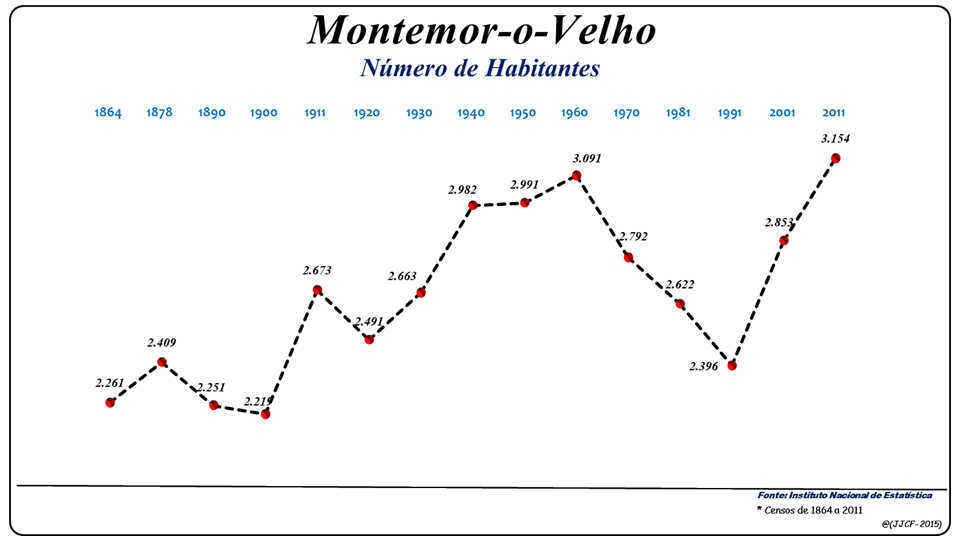
Evolução da População (1864 / 2011)

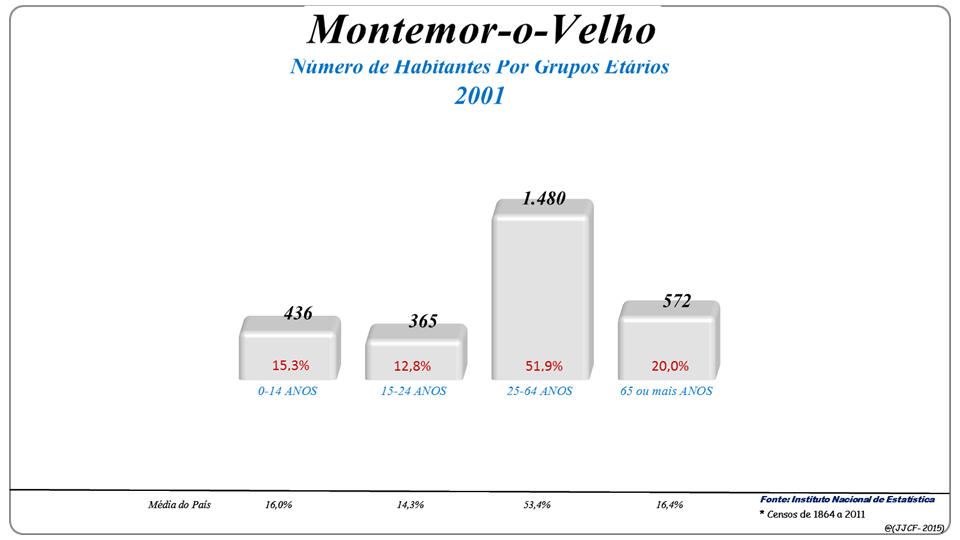
Grupos Etários (2001 e 2011)

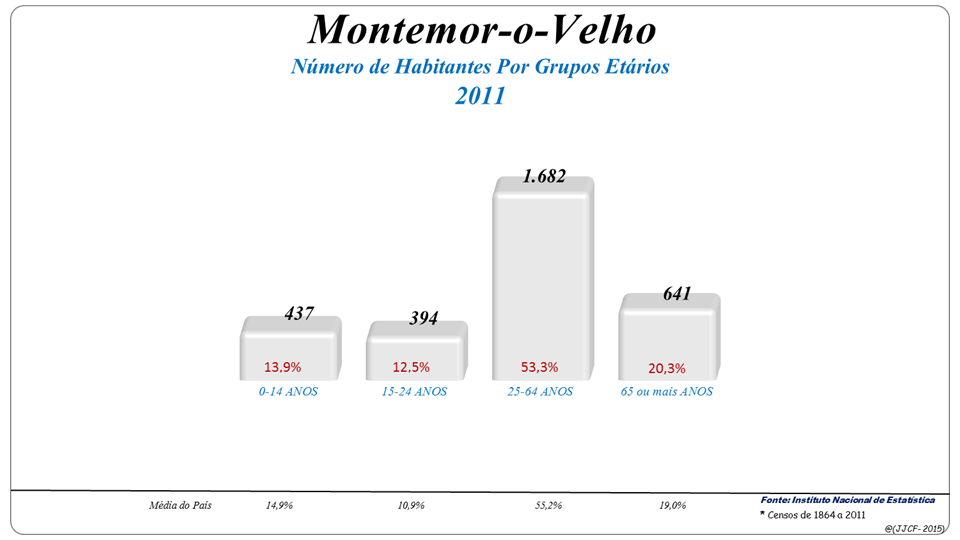
Grupos Etários (2001 e 2011)

No censo de 1864 figura dividida em duas freguesias distintas (Alcáçova e S. Martinho). A partir do censo de 1878 figuram as duas freguesias anexadas (Fonte: INE)

## Património
- Igreja de Nossa Senhora dos Anjos, claustro e túmulo de Diogo de Azambuja
- Castelo de Montemor-o-Velho, e Igreja de Santa Maria da Alcáçova anexa
- Pontes Comportas de Regadio do Poço de Cal
- Capela da Misericórdia de Montemor-o-Velho
- Teatro Ester de Carvalho ou Antigo Teatro Infante D. Manuel
- Igreja de São Martinho (Montemor-o-Velho) ou Igreja Matriz de Montemor-o-Velho
- Solar dos Alarcões